# Sauvey Castle
Sauvey Castle är ett slott i Storbritannien.   Det ligger i grevskapet Leicestershire och riksdelen England, i den sydöstra delen av landet, 130 km norr om huvudstaden London. Sauvey Castle ligger 152 meter över havet.
Terrängen runt Sauvey Castle är platt, och sluttar österut. Runt Sauvey Castle är det ganska tätbefolkat, med 93 invånare per kvadratkilometer. Närmaste större samhälle är Leicester, 19,7 km väster om Sauvey Castle. Trakten runt Sauvey Castle består till största delen av jordbruksmark.